# Rouffigny
Rouffigny era un comune francese di 324 abitanti situato nel dipartimento della Manica nella regione della Normandia.
Appartiene al cantone di Villedieu-les-Poêles nella circoscrizione (arrondissement) di Saint-Lô, e fa parte della comunità di comuni istituita dal 1993 tra i comuni del cantone.
Dal 1º gennaio 2016, in seguito alla fusione con Villedieu-les-Poêles, è diventato comune delegato del nuovo comune di Villedieu-les-Poêles-Rouffigny.

## Monumenti e luoghi d'interesse
Vi si trova una chiesa dedicata a Notre Dame, del XVI secolo.

## Società

### Evoluzione demografica
Abitanti censiti